# 津末英明
津末 英明（つすえ ひであき、1958年10月16日 - ）は、熊本県熊本市出身の元プロ野球選手（内野手）。

## 来歴・人物
父は山下泰裕（柔道家）の祖父と交友関係があり、山下が九州学院高校から東海大相模高校に転校する際、東海大学総長の松前重義と山下家との会談の席を仲介した人物であった。
自身も東海大相模高校に進学。高校・大学を通して原辰徳と同期で、原が3番・津末が4番を打っていた。高校時代はエースの村中秀人を擁し甲子園に4回出場。
1974年夏の選手権は右翼手として出場。準々決勝で鹿児島実業高校のエース・定岡正二に抑えられ、延長15回まで縺れるも敗退。
1975年の春の選抜では決勝に進出する。決勝では杉村繁のいた高知高校に延長13回の接戦の末に敗れ準優勝にとどまった。同年夏の選手権は準々決勝で上尾高校に敗退した。直後の全日本高校選抜チームによるアメリカ西海岸・ハワイ遠征にも選出された。
1976年夏の選手権は一塁手にコンバートも、2回戦で小山高校に敗退した。しかし高校時代は原らとともに強打のチームとして鮮烈な印象を残した。打球の速さは原を凌ぐものがあり、津末を評価する声も高かった。なお、高校の同期には控え投手として岡部憲章がいる。
高校卒業後は東海大学に進学。首都大学野球リーグでは在学中7回優勝。1977年の全日本大学野球選手権大会では、エースの遠藤一彦の好投もあって決勝に進むが、石毛宏典のいた駒澤大学に延長10回の末に敗れ、準優勝となった。同年の明治神宮野球大会でも江川卓を擁する法政大学に敗れ準優勝。大学の同期には市川和正がいた。リーグ通算89試合出場で打率.310（290打数90安打）・8本塁打・57打点を記録し、ベストナインを2回受賞。
1980年オフにドラフト外で日本ハムファイターズに入団。当時の日本ハムには不動の一塁手レギュラーである柏原純一がおり、プロ初出場は3年目。1983年はプロ初安打と初本塁打を記録、1985年には柏原の不振もあって94試合に先発出場するなど徐々に頭角を表す。
1986年は柏原が阪神へ移籍、新入団のパット・パットナムが一塁に入ると津末は主に指名打者として活躍。自身初、そして唯一となる規定打席に到達し119試合出場で打率.285（330打数94安打、リーグ19位）・19本塁打・出塁率.401（リーグ4位）とキャリアハイの成績を残した。
1987年は前年から大きく成績を落とし、7月には定位置を岡持和彦らに奪われる。
1988年は、オフに構想外となったところ、読売ジャイアンツ（巨人）の監督に就任した藤田元司が原を介して津末に声をかけ、金銭トレードで巨人に移籍。巨人の1989年の優勝に貢献した。同年の近鉄との日本シリーズでは2試合に出場。第2戦では9番・指名打者でスタメン出場も無安打1四球に終わった。
1990年はシーズン途中に同僚の簑田浩二とともに現役を引退、三軍コーチに就任した。
1994年に巨人の球団スカウトへ転身。
また高校時代から現在に至るまで原とは親交が深く、原が巨人の監督に就任した2002年からは監督付広報担当（兼運転手）となり、2011年には巨人の編成調査課長を務めた。
2020年より東京新大学野球連盟に所属する東京国際大学硬式野球部のコーチに就任した。

## 詳細情報

### 年度別打撃成績
| 年 度     | 球 団     | 試 合 | 打 席 | 打 数 | 得 点 | 安 打 | 二 塁 打 | 三 塁 打 | 本 塁 打 | 塁 打 | 打 点 | 盗 塁 | 盗 塁 死 | 犠 打 | 犠 飛 | 四 球 | 敬 遠 | 死 球 | 三 振 | 併 殺 打 | 打 率 | 出 塁 率 | 長 打 率 | O P S |
| --------- | --------- | ----- | ----- | ----- | ----- | ----- | -------- | -------- | -------- | ----- | ----- | ----- | -------- | ----- | ----- | ----- | ----- | ----- | ----- | -------- | ----- | -------- | -------- | ----- |
| 1983      | 日本ハム  | 19    | 22    | 22    | 2     | 4     | 0        | 0        | 2        | 10    | 2     | 0     | 0        | 0     | 0     | 0     | 0     | 0     | 4     | 0        | .182  | .182     | .455     | .636  |
| 1984      | 日本ハム  | 73    | 156   | 134   | 15    | 30    | 2        | 0        | 7        | 53    | 19    | 0     | 0        | 0     | 1     | 21    | 1     | 0     | 22    | 3        | .224  | .327     | .396     | .722  |
| 1985      | 日本ハム  | 105   | 341   | 289   | 30    | 79    | 11       | 0        | 8        | 114   | 26    | 0     | 2        | 2     | 1     | 48    | 1     | 1     | 59    | 8        | .273  | .378     | .394     | .772  |
| 1986      | 日本ハム  | 119   | 403   | 330   | 38    | 94    | 13       | 1        | 19       | 166   | 52    | 5     | 1        | 9     | 0     | 63    | 1     | 1     | 92    | 4        | .285  | .401     | .503     | .904  |
| 1987      | 日本ハム  | 70    | 170   | 145   | 15    | 31    | 3        | 2        | 3        | 47    | 13    | 0     | 1        | 0     | 0     | 25    | 0     | 0     | 34    | 6        | .214  | .329     | .324     | .654  |
| 1988      | 日本ハム  | 60    | 81    | 63    | 5     | 13    | 3        | 0        | 1        | 19    | 8     | 0     | 0        | 1     | 1     | 16    | 1     | 0     | 19    | 0        | .206  | .363     | .302     | .664  |
| 1989      | 巨人      | 45    | 51    | 41    | 2     | 12    | 3        | 0        | 2        | 21    | 8     | 0     | 0        | 1     | 0     | 8     | 0     | 1     | 8     | 1        | .293  | .420     | .512     | .932  |
| 1990      | 巨人      | 18    | 18    | 12    | 0     | 0     | 0        | 0        | 0        | 0     | 0     | 0     | 0        | 0     | 0     | 6     | 0     | 0     | 5     | 1        | .000  | .333     | .000     | .333  |
| 通算：8年 | 通算：8年 | 509   | 1242  | 1036  | 107   | 263   | 35       | 3        | 42       | 430   | 128   | 5     | 4        | 13    | 3     | 187   | 4     | 3     | 243   | 23       | .254  | .369     | .415     | .784  |

### 記録
- 初出場：1983年4月20日、対南海ホークス1回戦（大阪スタヂアム）、6回表に榊原良行の代打として出場
- 初安打：1983年9月13日、対南海ホークス21回戦（大阪スタヂアム）、8回表に嶋田信敏の代打として出場、金城基泰から
- 初先発出場：1983年9月16日、対阪急ブレーブス24回戦（後楽園球場）、9番・左翼手として先発出場
- 初本塁打・初打点：1983年9月17日、対阪急ブレーブス25回戦（後楽園球場）、9回裏に和田博盛の代打として出場、佐藤義則からソロ

### 背番号
- 23 （1981年 - 1988年）
- 37 （1989年 - 1990年）
- 137 （1991年）
- 87 （1992年 - 1993年）